# Xanadu (band)
Xanadu was een Duitse viermans popband.

## Carrière
De band werd bekend door haar tweevoudige deelname aan de voorronden van het Eurovisiesongfestival. In 1989 scoorden ze met het nummer Einen Traum für diese Welt een 2e plaats. Een herhaling vond plaats in 1990 met het nummer Paloma Blue. De door Tony Hendrik mede gecomponeerde nummers zijn op het album Paloma Blue opgenomen. De bandbezetting wisselde meermaals. Tot de oorspronkelijke bezetting behoorden onder andere David Brandes, Lyane Leigh en Uwe Haselsteiner. Brandes en Leigh publiceerden na hun uittreden bij Xanadu soloplaten. Enkele jaren later produceerde Brandes de dance-act E-Rotic, waaraan Lyane Leigh eveneens haar stem leende.

## Discografie

### Singles
- 1989: Einen Traum für diese Welt
- 1989: Wenn du willst
- 1989: Insel hinter'm Horizont
- 1990: Paloma Blue
- 1991: Ein Tag, eine Nacht, eine Stunde
- 1991: Brennendes Herz
- 1992: Charline
- 1992: Liebe lebt
- 2003: Vaya con Dios
- 2015: Charlene 2.0
- 2020: Alle Macht den Träumen 2020

### Albums
- 1990: Paloma Blue
- 1991: Ein Tag, eine Nacht...